# Firmino de Paula e Silva

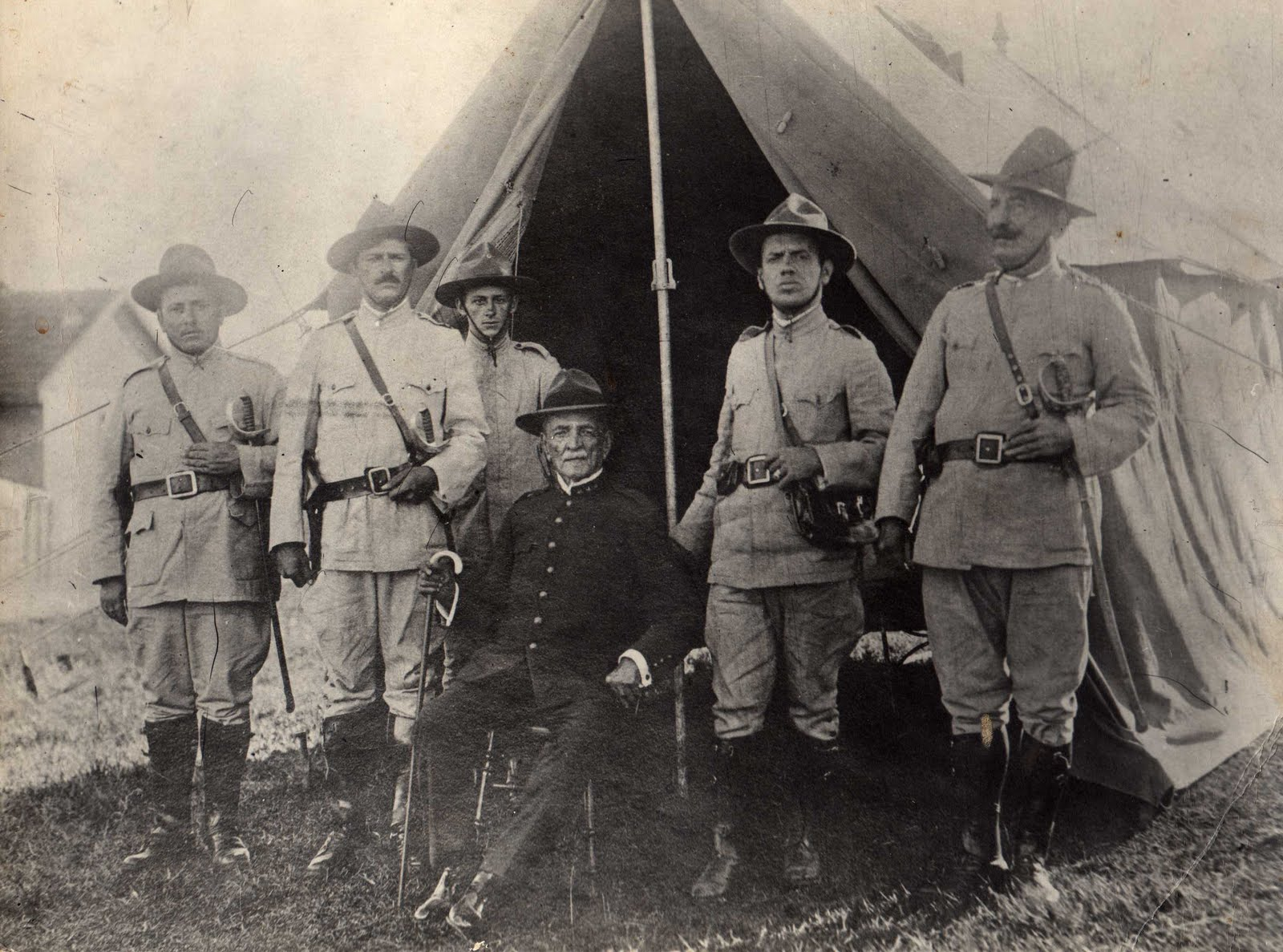

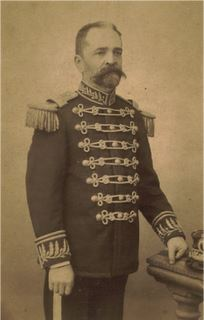
FIRMINO DE PAULA E SILVA

Firmino de Paula e Silva (Cruz Alta, 17 de fevereiro de 1844 — Cruz Alta, 7 de julho de 1930) foi um político e militar brasileiro.

## Biografia
Foi batizado quatro anos depois do nascimento, em São Martinho, então distrito de Cruz Alta. Era filho de Francisco de Paula e Silva e Felicidade Perpétua de Avelar Magalhães, barões de Ibicuí. Era sobrinho de outro barão, João da Silva Machado, o Barão de Antonina, político importante, senador do Império, responsável pela fundação de Rio Negro no Paraná e pela separação da Comarca de Curitiba, originando a nova Província do Paraná.
Firmino de Paula foi um dos personagens mais polêmicos da história rio-grandense. Tornou-se muito conhecido pela sua atuação na sangrenta Revolução Federalista de 1893 comandando a 5ª Brigada da poderosa Divisão do Norte, quando foi acusado de protagonizar um dos mais violentos episódios, conhecido como a "Degola do Boi Preto".
Finda a Revolução, foi nomeado general honorário. Importante liderança republicana, era primo de Júlio de Castilhos e, juntamente com José Gomes Pinheiro Machado, formou um grupo poderoso na incansável luta pela consolidação da República no Estado.
Entre 1892 e 1896, assumiu o comando do executivo de Santo Ângelo, sendo o primeiro intendente do município.
Designado como chefe de polícia e chefe político de Cruz Alta e região, foi um dos sustentáculos da política borgista e um dos responsáveis pela eleição (5ª) de Borges de Medeiros, fato que culminou com a Revolução de 1923, evento da qual participou comandando uma das brigadas governistas.
Firmino deixou como legado uma forte e implacável teia política em toda a região de Cruz Alta e Palmeira, cujo processo tornou-se conhecido como "Firminismo". Sob sua influência e batuta, surgiram influentes coronéis da região, como Valzumiro Dutra em Palmeira, Vítor Dumoncel Filho em Santa Bárbara e Firmino de Paula Filho em Cruz Alta.
Firmino de Paula morreu no ano de 1930 em sua residência em Cruz Alta.